# Bruce Woolley
Bruce Martin Woolley (Shepshed, 11 novembre 1953) è un chitarrista, compositore e produttore discografico britannico.

## Carriera
È noto prevalentemente per aver fatto parte dei Buggles, e per la sua lunga collaborazione con Brian Eno, oltre che per essere stato il produttore di Keith Emerson.

## Discografia
- Ghost Train, 1981